# New York Symphony Orchestra
De New York Symphony Society was een Amerikaans symfonieorkest dat in 1878 werd opgericht in de stad New York door Leopold Damrosch. Het was jarenlang in heftige concurrentie verwikkeld met het oudere Philharmonic Symphony Society of New York. Het orkest werd gesteund door Andrew Carnegie, die de Carnegie Hall (geopend in 1891) uitdrukkelijk voor dit orkest liet bouwen. De Symphony Society legde het zwaartepunt op het uitvoeren van orkestwerken uit Frankrijk en Rusland, terwijl de Philharmonic Society zich vooral bezighield met het Duitse repertoire. Na de dood van Leopold Damrosch nam zijn zoon Walter Damrosch de muzikale leiding van het orkest over. 
In 1903 was er een reorganisatie van het orkest, waarna het orkest doorging onder de naam New York Symphony Orchestra. In 1920 was het het eerste Amerikaanse orkest dat op tournee ging naar Europa. In 1928 fuseerde het orkest met de concurrent Philharmonic Symphony Society tot de Philharmonic-Symphony Orchestra of New York, later hernoemd tot New York Philharmonic.